# La Estafeta Literaria
La Estafeta Literaria (en su última época Nueva Estafeta) fue una revista cultural española de periodicidad quincenal que comenzó a publicarse en 1944  y desapareció en 2001. Durante la mayor parte de su existencia tuvo sus oficinas en la Gran Vía madrileña.

## Historia
Comenzó a publicarse en 1944 conducida por Juan Aparicio (como director de la Delegación Nacional de Prensa), periodo inicial que solo duró dos años y con un formato estético supuestamente afín a La Gaceta Literaria de Ernesto Giménez Caballero. Con la consigna «Por España y su caudillo» presidiendo su cabecera, estaba compuesta por breves crónicas y semblanzas, entrevistas y reseñas que informaban con parcialidad sobre la actualidad cultural dentro y fuera de España. En círculos literarios fue conocida como el «TBO de las letras».
Tras una década de intervalo, apareció de nuevo en una nueva edición entre abril de 1956 y julio de 1957, dirigida por Luis Jiménez Sutil e interrumpida por su muerte. Un nuevo vacío de tres meses daría paso al 'periodo dorado' de La Estafeta Literaria, con el poeta Rafael Morales como director a lo largo de veinte años, a partir de noviembre de 1957. Morales redujo el formato, limitó secciones, aumentó paginado y renovó la línea editorial. Superados los años de persecución y venganza oficial, aunque sin olvidar los fundamentos de la “España eterna”, el abanico cultural de la revista se sumó a la política de tibio aperturismo, dando entrada a las letras foráneas y ganando así un nivel internacional de credibilidad. Entre los que ayudaron a Morales puede mencionarse a Julio Manegat o Luis Jiménez Martos.
En las etapas siguiente fue aumentando discreta y progresivamente la calidad de la revista; así con la dirección de Luis Ponce de León entre 1962 y 1968 (en su cuarta etapa), al que relevó Ramón Solís, dirigiéndola hasta 1978. Con Solís (en un tiempo presidente del Ateneo de Madrid) se afirmaron en la redacción personalidades tan diversas como Juan Emilio Aragonés como subdirector, cargo que ya ocupaba en la etapa de Ponce de León, y crítico teatral, Eladio Cabañero, Leopoldo Azancot y el poeta Manuel Ríos Ruiz, este último, gaditano como Solís, en calidad de secretario de la publicación pero como auténtico editor ejecutivo. Paradójicamente la popularidad y reclamo comercial de la Estafeta en ese periodo la consigue su amplio espacio dedicado a información sobre convocatorias y fallos de premios literarios.
En diciembre de 1978, Luis Rosales, nuevo director 'para el cambio', consigue un considerable aumento de presupuesto y pone en marcha la Nueva Estafeta, con un formato de mayor estética y calidad. Pero la fuente de la Transición española se agotó para la Estafeta en 1983 y concluyó su sexta época. Solo catorce años después, en 1997, el que durante muchos años había sido su auténtico editor y secretario, Manuel Ríos Ruiz, recuperó el nombre con una modesta edición que duró hasta 2001.